# Réfrigérant (instrument)
Pour les articles homonymes, voir Réfrigérant.
Un réfrigérant est un « appareil de laboratoire conçu pour l'échange de chaleur entre deux fluides. Il est utilisé pour condenser les vapeurs ou pour refroidir ou chauffer un liquide. ». Les réfrigérants sont utilisés dans les montages expérimentaux de chimie organique pour refroidir et condenser des espèces chimiques présentes sous forme de gaz. Les réfrigérants sont principalement utilisés pour récupérer un liquide, ou distillat, lors d'une distillation, ou pour éviter des pertes de matière par évaporation notamment dans le cas d'un chauffage à reflux.

## Réfrigérant à eau

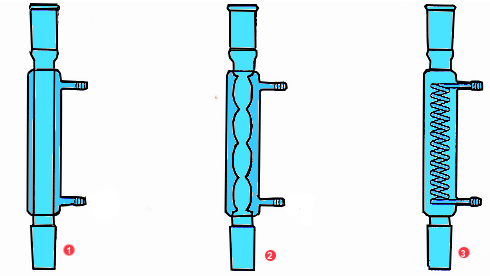
Schéma de plusieurs réfrigérants utilisés dans divers montage en chimie. De gauche à droite : réfrigérant droit, réfrigérant à boules, réfrigérant à serpentins.

De l'eau froide coule en permanence dans la partie externe du réfrigérant, refroidissant ainsi les parois internes. Le gaz chaud, issu du milieu réactionnel, est refroidi en pénétrant dans le réfrigérant et se condense alors sur les parois sous forme de gouttelettes. Ces gouttelettes, en grossissant, vont alors s'écouler soit dans le milieu réactionnel (chauffage à reflux), soit dans un erlenmeyer pour être récupéré (distillation).

## Réfrigérant à air
Un réfrigérant à air est un tube de verre sans chemise d'eau. Il est utilisé lorsque la température des vapeurs est si élevée que l'air environnant est suffisamment froid pour les condenser sous forme liquide. C'est habituellement le cas lorsque le point d'ébulition du liquide se situe au moins au-dessus de 150°C. 

## Principaux tubes réfrigérants

### Réfrigérant droit dit «deLiebig-West»
Ce réfrigérant est utilisé lors d'une distillation. Il est alors maintenu en position quasi-horizontale. On lui ajoute une allonge coudée pour permettre une meilleure évacuation du distillat vers l'erlenmeyer.

### Réfrigérant à boules dit «d'Allihn»
Ce réfrigérant est utilisé lors d'un chauffage à reflux. Les « boules » favorisent le refroidissement des gaz en augmentant la surface de contact entre les gaz et les parois froides. Elles servent à condenser les gaz pour éviter les pertes de matière.

### Réfrigérant de Graham à serpentin
Ce réfrigérant est surtout utilisé avec un évaporateur rotatif.

## Aspect pratique
Comme tout équipement chimique d'un montage, les réfrigérants doivent toujours être maintenus par une pince.
Cette verrerie étant rodée, il est souvent nécessaire de déposer une fine pellicule de graisse (vaseline ou graisse de silicone) pour encastrer les différents éléments entre eux. Cependant l'utilisation de manchons en Téflon permet de sortir le milieu réactionnel du réacteur sans entraîner la graisse.